# Erik Risbjerg Thomsen
 Der er flere personer med dette navn, se Erik Thomsen.
Erik Risbjerg Thomsen (18. november 1914 i Ting Jellinge ved Dalmose – 21. februar 1988) var en dansk afdelingschef og civilingeniør, bror til Grethe Risbjerg Thomsen.
Han var søn af førstelærer Søren Kristian Risbjerg Thomsen (1886-1975) og hustru Ellen Katrine født Damsgaard (1888-1981), blev student fra Roskilde Katedralskole 1932, cand.polyt. 1939, ansat ved International Patent-Bureau 1939 og ved DSB samme år. Her blev han sendt til USA i 1940'erne for at studere diesellokomotiver og avancerede til overingeniør ved maskinkontoret i Generaldirektoratet 1958 og til chef for maskinafdelingen 1964. Han blev medlem af Akademiet for de Tekniske Videnskaber 1965.
Han var Ridder af 1. grad af Dannebrogordenen og Ridder af Vasaordenen.
Thomsen blev gift 1. april 1939 med Rigmor Haugbølle (15. februar 1918 i Vejleby - ?), datter af slotsgartner Christian Julius Haugbølle (død 1962) og hustru Johanne Marie født Hald.